# Cuiabá EC
Cuiabá Esporte Clube, vanligen enbart Cuiabá, är en fotbollsklubb från Verdão i Cuiabá i delstaten Mato Grosso i Brasilien. Cuiabá Esporte Clube grundades den 10 december 2001. Klubben har per 2011 vunnit Campeonato Mato-Grossense vid tre tillfällen (2003, 2004 och 2011), deltagit i Copa do Brasil tre gånger och deltagit i det nationella mästerskapet Campeonato Brasileiro Série D vid ett tillfälle (2011). Klubben tog steget upp i Série C (tredje högsta nationella divisionen i Brasilien) under 2011 års säsong vilket var den första i ett nationell mästerskap.